# Mount Biddle
Mount Biddle är ett berg i Kanada.   Det ligger i provinsen British Columbia, i den centrala delen av landet, 3 000 km väster om huvudstaden Ottawa. Toppen på Mount Biddle är 2 425 meter över havet. Mount Biddle ingår i Bow Range.
Terrängen runt Mount Biddle är bergig. Trakten runt Mount Biddle är nära nog obefolkad, med mindre än två invånare per kvadratkilometer.. Närmaste större samhälle är Lake Louise, 13,3 km nordost om Mount Biddle. 
Trakten runt Mount Biddle består i huvudsak av gräsmarker.